# Alliance for Open Media
Alliance for Open Media (AOMedia) は、オープンでロイヤリティフリーなストリーミング向けコーデックの開発を目的とした非営利団体である。

## 概要
AOMediaの最初の動画コーデックはAV1である。このコーデックはVP9・VP10・Daala・Thorを発展させたものであり、MP4・Matroska・WebMなどがコンテナとして利用できる。

## 歴史
2018年3月28日、AOMediaはAV1の仕様を正式に公開した。

## メンバー
ファウンディング・メンバーとプロモーター・メンバーは以下の通りである。

### ファウンディング・メンバー
- Amazon
- Apple
- ARM
- Cisco
- Facebook
- Google
- IBM
- Intel
- Microsoft
- Mozilla
- Netflix
- NVIDIA
- Samsung Electronics

### プロモーター・メンバー
- Adobe
- Alibaba Group
- Allegro DVT
- AMD
- Amlogic（英語版）
- Argon Design
- ATEME（英語版）
- BBC
- Kingsoft Cloud
- Bitmovin（英語版）
- Broadcom
- CableLabs（英語版）
- Chips&Media
- Gfycat（英語版）
- Hulu
- Ittiam Systems（英語版）
- IQIYI
- NGCodec
- Polycom（英語版）
- Realtek
- Socionext
- V-Silicon
- VeriSilicon
- Vidyo（英語版）
- VideoLAN
- Vimeo
- Visionular
- Xilinx
- iCue
- cosomo